# Kabupaten Lampung Barat
Kabupaten Lampung Barat är ett kabupaten i Indonesien.   Det ligger i provinsen Lampung, i den västra delen av landet, 300 km väster om huvudstaden Jakarta. Antalet invånare är 437 952.